# Coppia minima
In fonologia, una coppia minima è una coppia di parole di una stessa lingua, in cui la differenza di un solo suono è sufficiente a individuare significati diversi. I due suoni diversi prendono in tal caso il nome di fonemi di quella lingua. Coppie minime dell'italiano standard sono ad esempio le seguenti:
- va ~ fa
- balla ~ palla.

Dagli esempi emerge il fatto che /v/, /f/,/b/,/p/ hanno una funzione distintiva, in quanto permettono di tenere distinti significanti diversi, cui sono effettivamente associati significati diversi. I suoni che in una lingua hanno questo valore distintivo sono i fonemi della lingua stessa. Nello studio fonologico di ogni lingua, la ricerca di coppie minime è essenziale per stabilirne l'inventario dei fonemi.

## Definizione
Una coppia minima è una coppia di parole della stessa lingua, tale che queste due parole si distinguono per un solo suono: per esempio, le parole italiane [detto] e [tetto] si distinguono per il primo suono, che è [d] nel primo caso e [t] nel secondo. I due suoni (foni) diversi nelle due parole che formano la coppia minima costituiscono due fonemi separati (nell'esempio, i due fonemi sono /d/ e /t/). Per poter individuare i fonemi è necessario quindi osservare il lessico della lingua, sfruttando le trascrizioni del parlato naturale.
Anche se i parlanti usano un numero assai grande di foni, una lingua opera le sue distinzioni con un numero abbastanza ridotto di fonemi. Infatti un fonema di una lingua può essere realizzato foneticamente dai parlanti in molti modi. Queste diverse realizzazioni fonetiche di un fonema si chiamano allofoni quando la loro distribuzione è governata da un preciso contesto fonetico in cui possono trovarsi, o varianti libere quando l'uso di una o l'altra realizzazione non è decisa da un particolare contesto fonetico ma dalle caratteristiche particolari del parlante o di altri fattori extralinguistici. A volte il metodo delle coppie minime non è sufficiente per trovare tutti i fonemi e si ricorre ad altri metodi.

## Esempi
Esempi di coppie minime in altre lingue, come in francese, sono:
- beau [bo] ~ peau [po] – /b/ ~ /p/ (significano rispettivamente 'bello' e 'pelle')
- lu [ly] ~ rue [ʁy] – /l/ ~ /ʁ/ (rispettivamente 'letto' e 'via')

oppure avremo, in inglese:
- feet [fiːt] ~ seat [siːt] – /f/ ~ /s/ ('piedi' e 'posto a sedere, sedile')
- dime [daɪm] ~ time [tʰaɪm] – /d/ ~ /t/ ('moneta da dieci centesimi' e 'tempo')

e per il tedesco:
- Kind [kʰɪnt] ~ Rind [ʁɪnt] – /k/ ~ /r/ (rispettivamente 'bambino' e 'manzo')
- Wand [vant] ~ Wind [vɪnt] – /a/ ~ /ɪ/ ('parete' e 'vento')

## Importanza delle coppie minime
Il metodo delle coppie minime è stato utilizzato per determinare quali sono i fonemi di una lingua come, poniamo, quella italiana. Secondo questo procedimento, si può asserire che la lingua italiana standard dispone di più che semplicemente cinque fonemi vocalici, dato che si distingue tra vocali mediane chiuse e aperte, come é (e chiusa) ed è (e aperta). Esistono infatti delle coppie minime che mostrano un'opposizione tra i due gradi di apertura:
- pèsca  ~ pésca – /ɛ/ ~ /e/ (rispettivamente per il 'frutto' e 'l'atto del pescare').

Lo stesso discorso vale per la ó chiusa e la ò aperta:
- bòtte ~ bótte  - /ɔ/ ~ /o/ (rispettivamente 'colpi' o 'barile')

Si identificano così sette fonemi vocalici per la lingua italiana ( /i/, /e/, /ɛ/, /a/, /ɔ/, /o/, /u/). La funzione distintiva delle varianti descritte è limitata alle sillabe accentate. Si tratta inoltre di casi relativamente rari, che possono addirittura scomparire nelle diverse varietà di italiano regionale: va quindi detto che l'opposizione tra i due gradi di apertura di e e o è di rendimento scarso (esistono cioè poche coppie minime che si distinguano solo per questi suoni).

## Varianti di un fonema
Se prendiamo in esame i foni [t] e [d], vedremo che in lingue come ad esempio il Tamil, essi non hanno funzione distintiva: non è possibile trovare delle parole che si distinguano tra di loro per significato per la sola differenziazione di questi due suoni o, altrimenti detto, non esistono coppie minime rispetto all'alternanza [d]/[t]. Dunque, questi due foni sono in Tamil, semplicemente delle diverse realizzazioni di uno stesso fonema. Tecnicamente si dirà che in Tamil [d] e [t] sono allofoni di un solo fonema /t/, cioè delle semplici varianti prive della funzione distintiva che invece riconosciamo loro ad esempio in italiano (detto ~ tetto).
Le ragioni di queste variazioni stanno spesso nella soluzione più economica nell'articolazione di un suono nella catena di suoni vicini. Sarà per esempio difficile che la realizzazione di /b/ nella parola abside sia veramente la stessa che in abate, a causa dell'attrazione dei suoni vicini: si parlerà allora di varianti articolatorie di /b/: ([ˈab̥side] ~ [aˈbaːte]). Analogamente si può notare come la consonante velare [ŋ] sia un allofono del fonema /n/: lo si realizzerà in luogo della dentale [n̪] solo davanti alle consonanti velari [k] e [ɡ]. Per esempio, in banca e vanga il fono nasale velare [ŋ] è solo foneticamente differente dalla nasale dentale [n̪] di lana; invece, in una lingua come l'inglese i suoni [n] e [ŋ] non sono allofoni, bensì fonemi in opposizione distintiva, benché solo in fine di parola o di sillaba: sin 'peccato' ~ sing 'cantare'.
In altri casi le varianti non hanno una funzione specifica e vengono dette libere, come per esempio la realizzazione palatale della s nella zona di Napoli in [ˈʃkarpa], o per l'italiano la cosiddetta r moscia (tecnicamente una polivibrante uvulare [ʀ] in luogo della più comunemente diffusa polivibrante alveolare [r]).